# Hermann Becker-Freyseng
Hermann Becker-Freyseng (Ludwigshafen, 18 de julio de 1910 - Heidelberg, 27 de agosto de 1961) fue un médico nazi y consultor de Medicina de Aviación en la Luftwaffe. Fue reconocido como una alto especialista de medicina aeronáutica Becker-Freyseng fue uno de los acusados en el Juicio de los doctores, en los Juicios de  Nuremberg , con una sentencia de 20 años de prisión, conmutada a 10 años.

## Primeras investigaciones
Becker-Freyseng se graduó como médico en la  Universidad de Berlín en 1935, aunque sus primeros trabajos no comenzaron hasta tres años más tarde cuando trabajaba con Hans-Georg Clamman en la experimentación de los efectos del oxígeno puro.
Se le diagnosticó esclerosis múltiple en 1960 y falleció a causa de la misma un año más tarde.